# É da Gente
É da Gente é um programa de auditório brasileiro de produção independente exibido desde 20 de outubro de 2019 por diversas emissoras do Brasil como RedeTV!, Rede Brasil de Televisão e TV Walter Abrahão. Com produção e apresentação de Netinho de Paula e direção de Wanderley Villa Nova, o programa vai ao ar aos domingos no período da tarde.Começou sendo exibido na RedeTV!, onde ficou até 6 de dezembro de 2020, quando Netinho foi dispensado pela emissora após comentar sobre uma suposta venda da mesma. A partir de 13 de dezembro de 2020, passou a ser exibido pela Rede Brasil de Televisão, tendo sua exibição suspensa entre fevereiro e agosto de 2021 após o anúncio do encerramento das atividades do canal. Entre o dia 7 de março de 2021 e 27 de março de 2022 foi exibido na TV Walter Abrahão, quando voltou para a Rede Brasil, após o retorno da programação da mesma. A partir do dia 01 de maio de 2022, o programa estreia para o Interior Paulista através da VTV (Santos) nas manhãs de Domingo as 09 da manhã, além do mesmo continuar sendo exibido na COM Brasil TV as 22 horas.

## Sinopse
Entretenimento e informação são as bases do programa, que conta com participações de convidados especiais, entrevistas e debates, além de atrações musicais, brincadeiras e a volta do quadro Um Dia de Princesa.

## Produção
Com auditório, a atração dominical é gravada no espaço Max Arena, no tradicional bairro da Mooca, em São Paulo. O local oferece uma estrutura com palco, mais de 70 m² de telões fixos, 40 m² de painel central 4K e 30 m² de painéis laterais. O programa é dirigido pelo renomado diretor Wanderley Villa Nova, que atua na área há mais de 40 anos e dirigiu grandes nomes como Silvio Santos, Gugu Liberato, Luciana Gimenez, entre outros.